# MG 5
MG 5 (укр. ЕмДжі 5) — серія компактних автомобілів, які виробляються компанією SAIC Motor під маркою MG з 2012 року. 

## Перше покоління (AP12; 2012-2016)

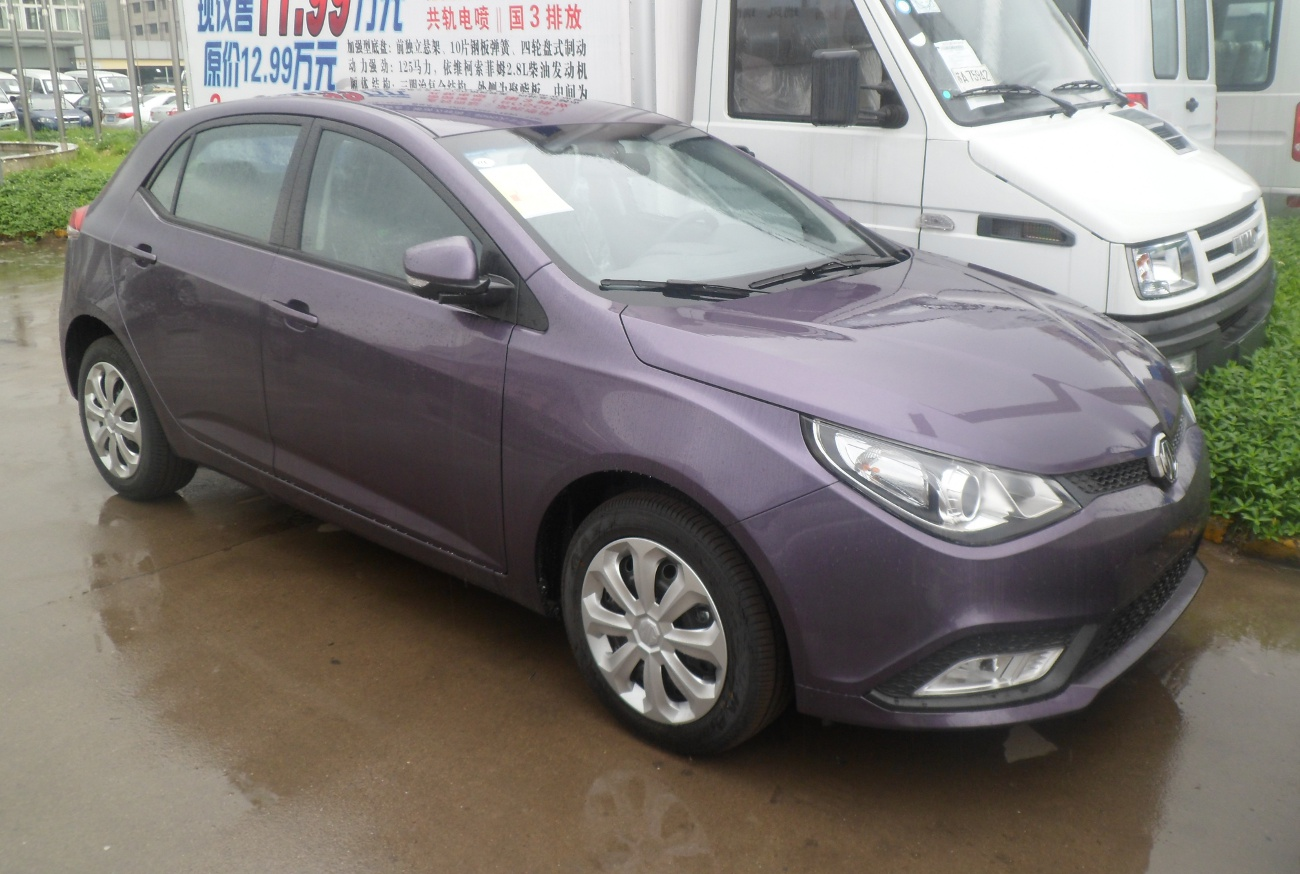
MG 5 (2012) 5-door Hatchback у базовому виконанні STD

Хетчбек MG 5 це бюджетна альтернатива таким культовим гравцям С-класу як Ford Focus і Volkswagen Golf. Під кодовою назвою AP12, вона поділяє автомобільну платформу з MG 350. 

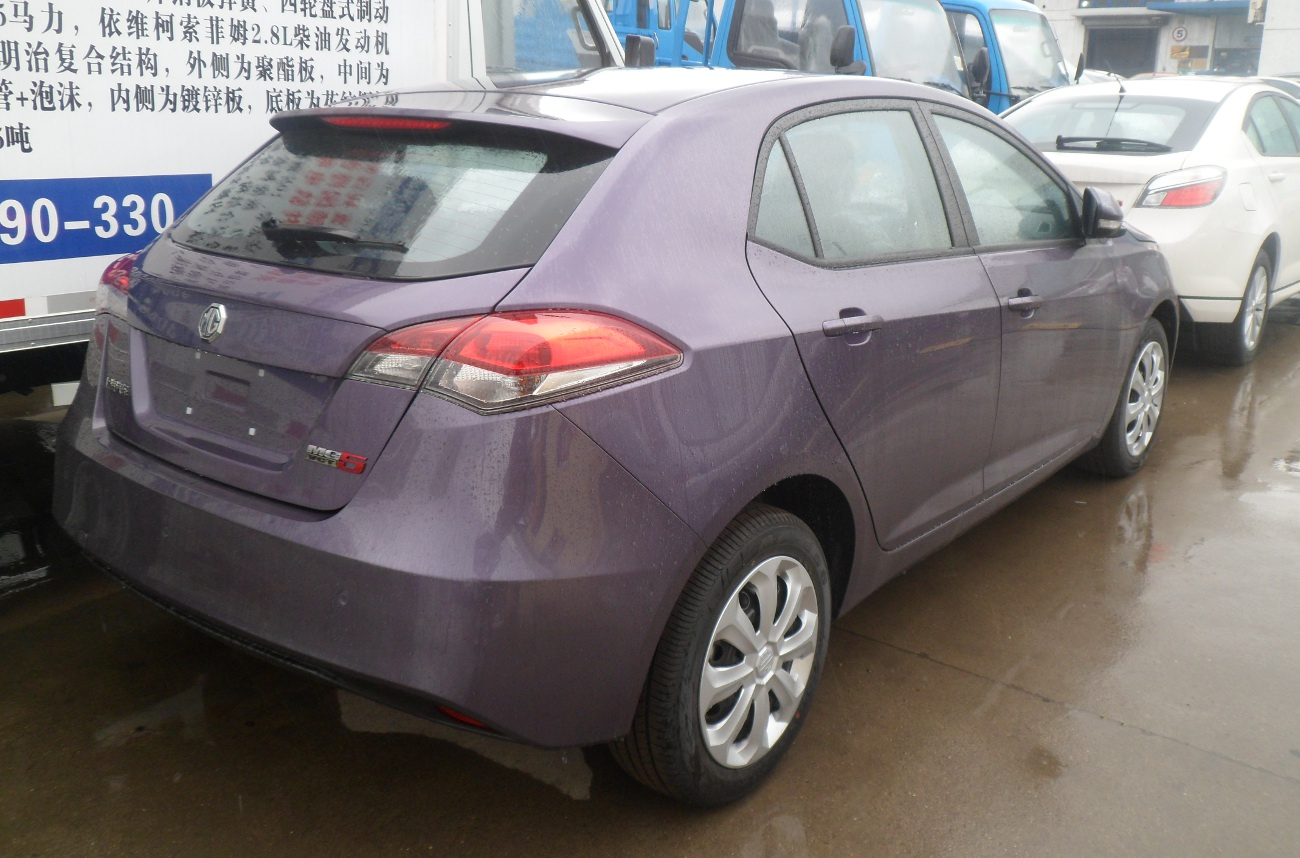
MG 5 Hatchback

Для ринку України MG 5 постачався виключно з 1,5-літровим 4-циліндровим бензиновим мотором 15S4U, що був розроблений головним чином в межах англійського філіалу концерну SAIC (SMTC UK) в місті Бірмінгем. Силовий агрегат відноситься до екологічного класу Euro-4 і демонструє витрати палива на рівні 6,8 л/100км у змішаному циклі (для МКПП). Максимальна швидкість дорівнює 180 км/год. Мотор MG 5 працює в парі з 5-ступеневою механічною трансмісією розробки SAIC або 4-ступеневою автоматичною коробкою передач (Aisin). Привід - передній.
Базова комплектація MG 5 (STD) була досить багата і включала:
- антигравійне покриття;
- систему ABS і систему контролю гальмування при повороті;
- 2 подушки безпеки;
- бортовий комп'ютер, гідропідсилювач керма;
- кондиціонер, бардачок з охолодженням;
- систему допомоги при парковці (задній парктронік);
- стальні 16-дюймові диски;
- пневматичні упори капота;
- передні та задні дискові гальма;
- повнорозмірне запасне колесо;
- регулювання водійського сидіння за висотою;
- тканинну оббивку салону та інші особливості[2].

### MG GT (2014-2019)

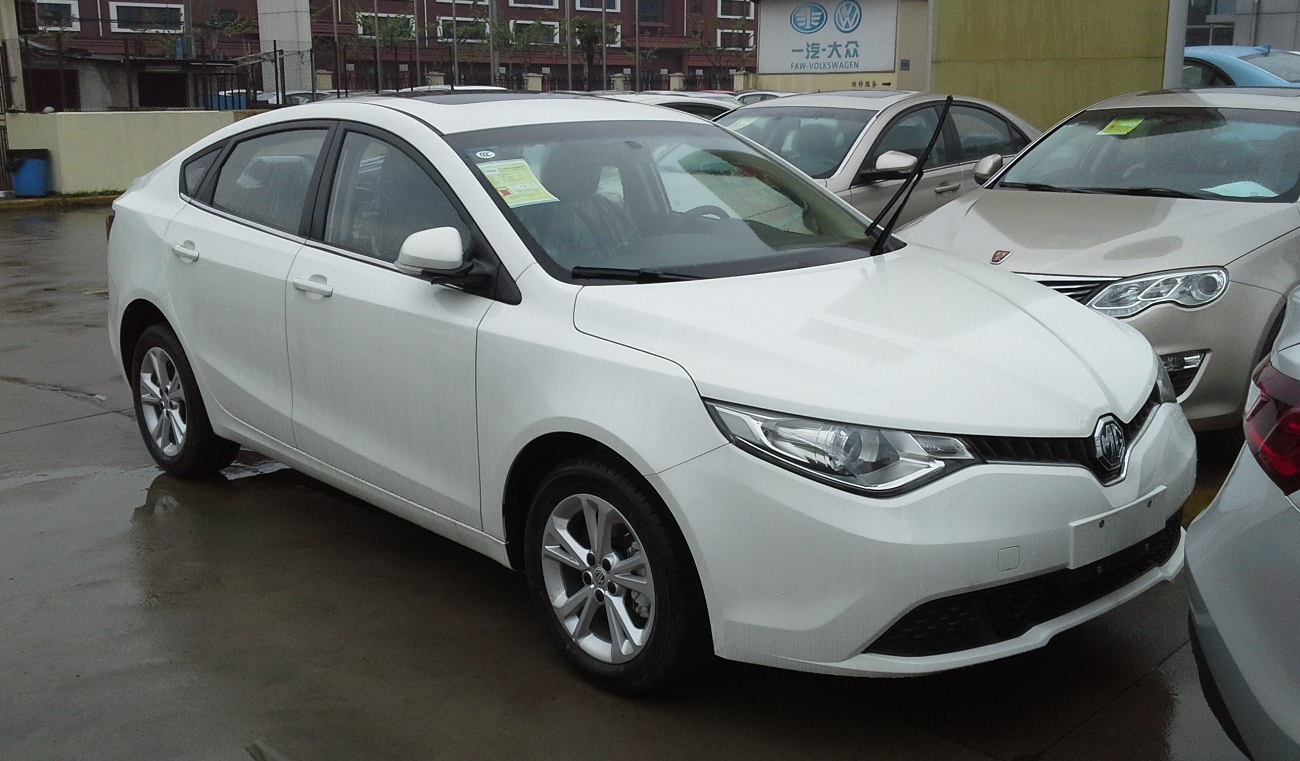
MG GT

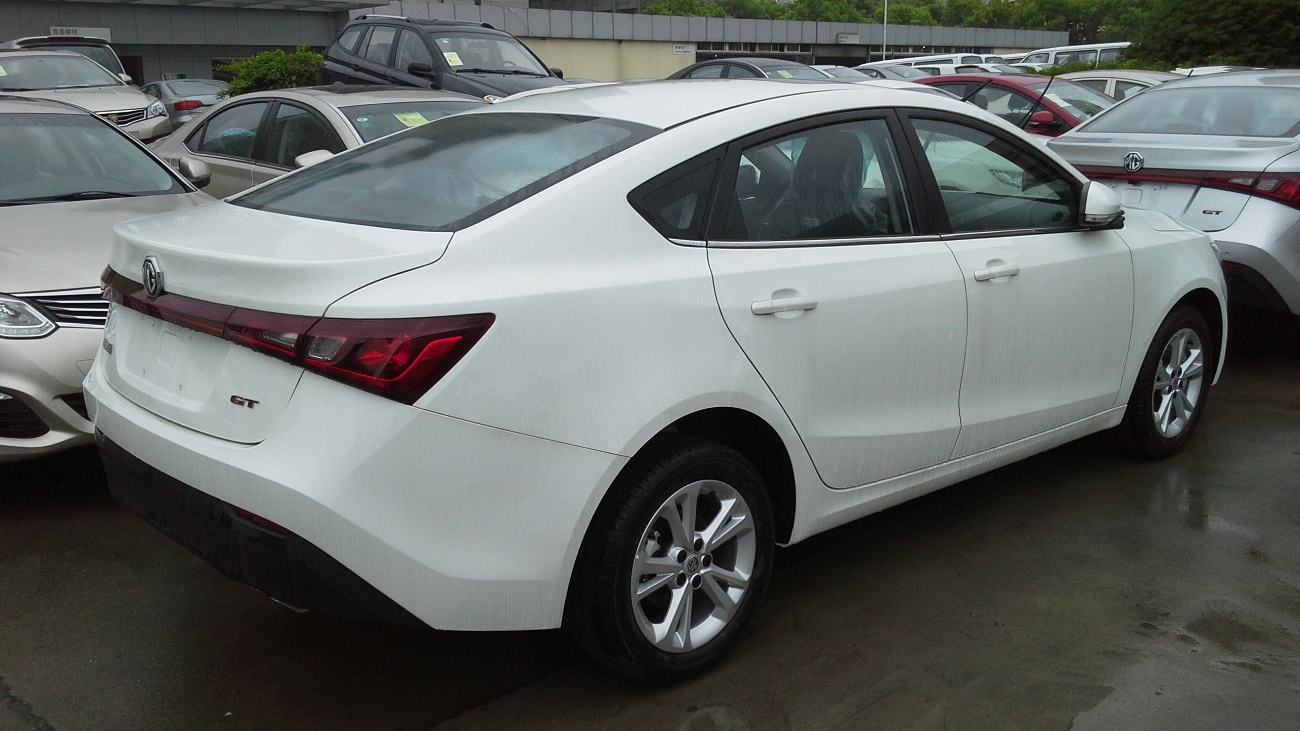
MG GT

У липні 2014 року MG розширила свою пропозицію в С-класі стрімким 4-дверним седаном під назвою MG GT, який був розроблений на базі тих-таки MG 350 / хетчбека MG 5.
Однак, MG GT мав більш авангардний дизайн екстер'єру з фарами агресивної форми, а також плавно нахиленою лінію даху в стилі фастбек, увінчаною цільною смугою задніх ліхтарів на всю ширину кузова. В салоні MG GT поділяє низку рішень з 5-дверним MG 5, однак є і відмінності, серед яких найбільше виділяється  масивна і трохи кострубата центральна консоль. 
У дорожчих виконаннях автомобіль оснащувався інформаційно-розважальною системою, а також підключенням до 3G, Інтернету та супутникового телебачення, а також керування екраном, що дозволяє керувати за допомогою панелі кнопок.

## Друге покоління (2020 -)

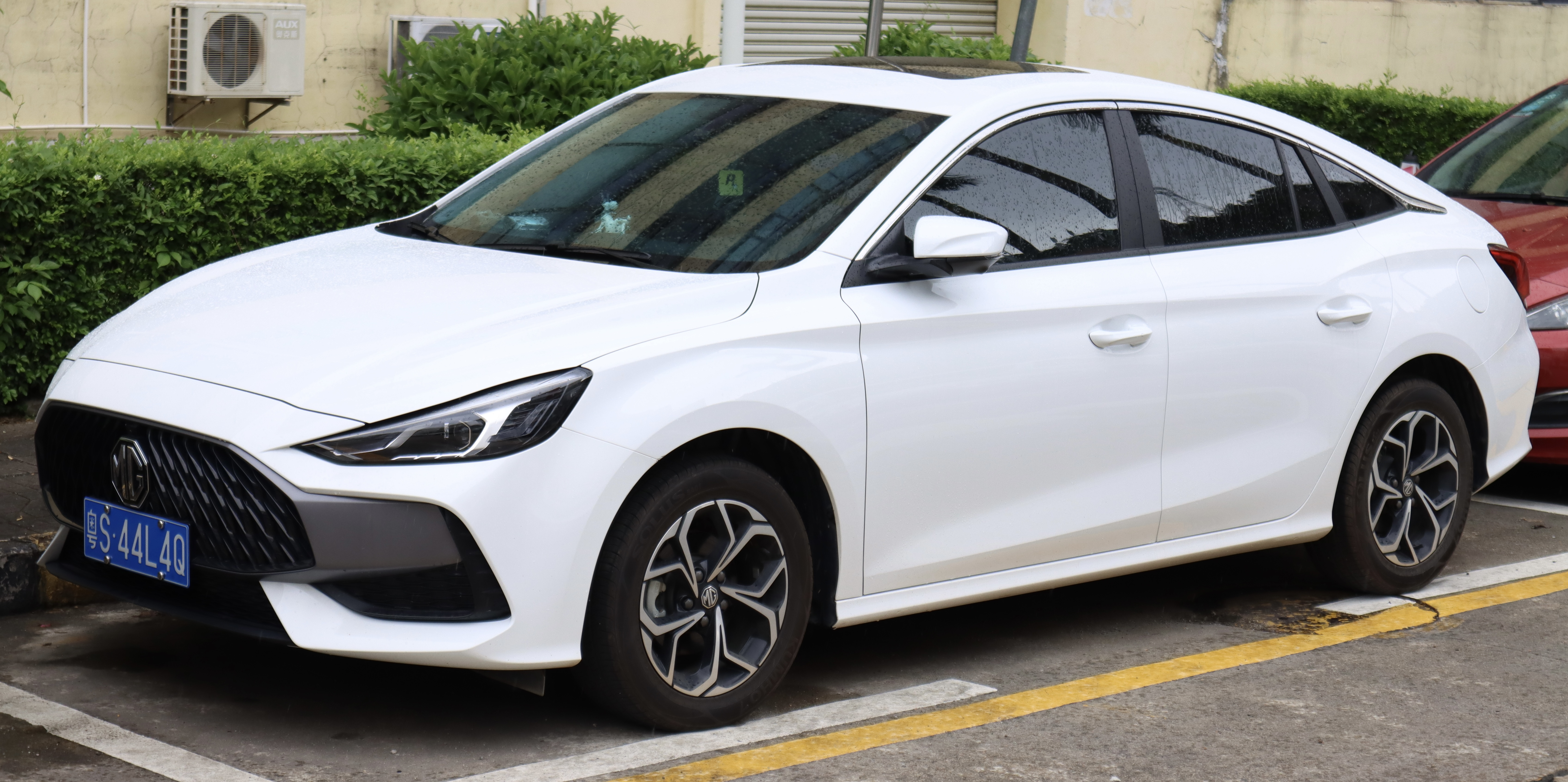
MG 5 (2020-2024)

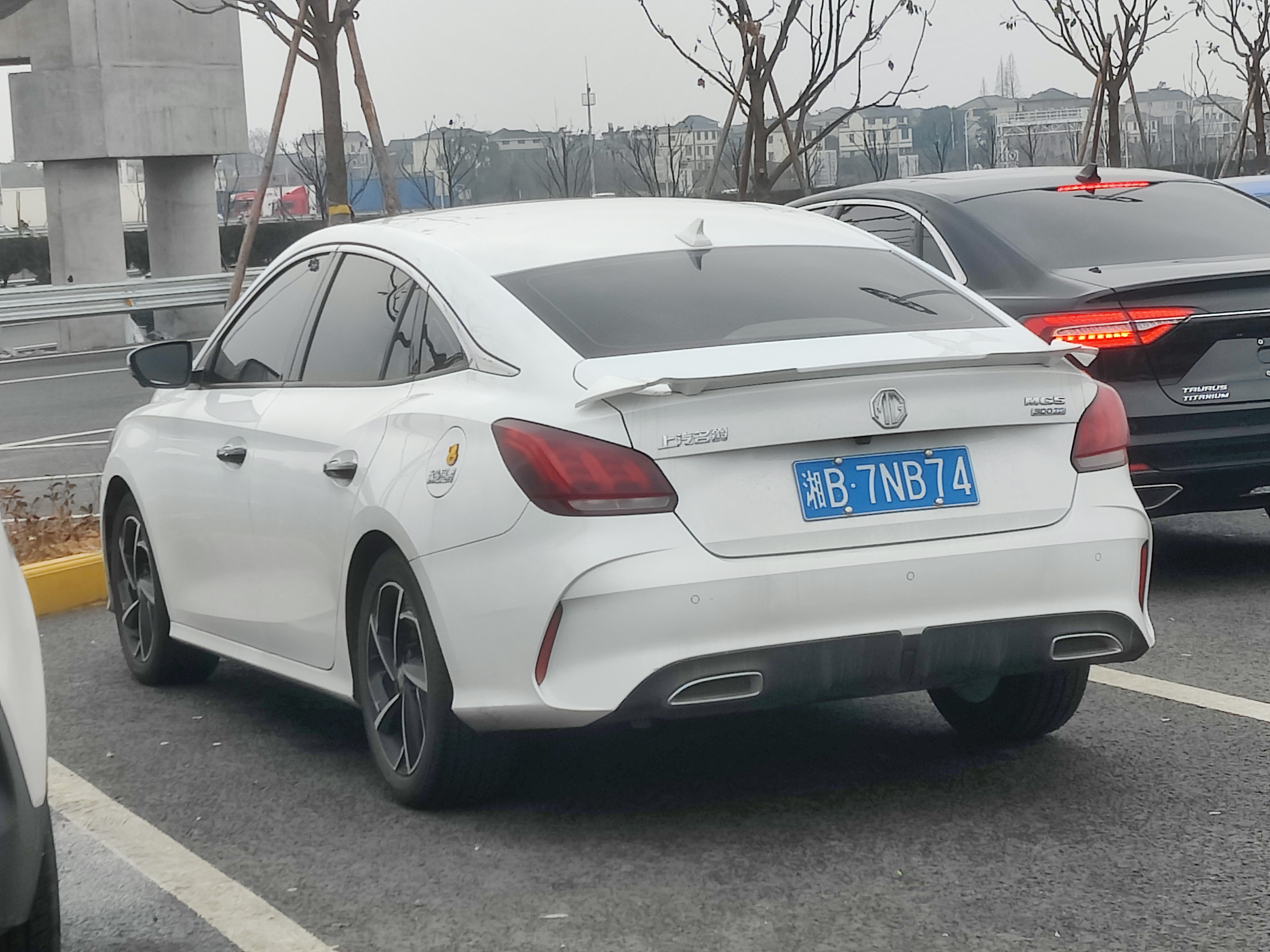

Друге покоління MG 5 дебютувало у вересні 2020 року прямо перед Пекінським автосалоном 2020 року.
За даними SAIC, друге покоління MG 5 має мову дизайну сімейства MG третього покоління, включаючи передню панель, подібну до фейсліфтингу MG HS 2020 року, а варіанти двигунів включають 1,5-літровий турбобензиновий чотирициліндровий двигун, розроблений SAIC, потужністю 173 к.с. (127 кВт) і 1,5-літровий бензиновий чотирициліндровий двигун, потужністю 120 к.с. (88 кВт).
У Китаї MG 5 поставляється в двох комплектаціях, 180DVVT і 300TGI. Комбінована витрата палива для MG 5 становить 5,6 л на 100 км і 5,7 л на км в залежності від комплектації (42 і 41,2 л на 100 км відповідно).

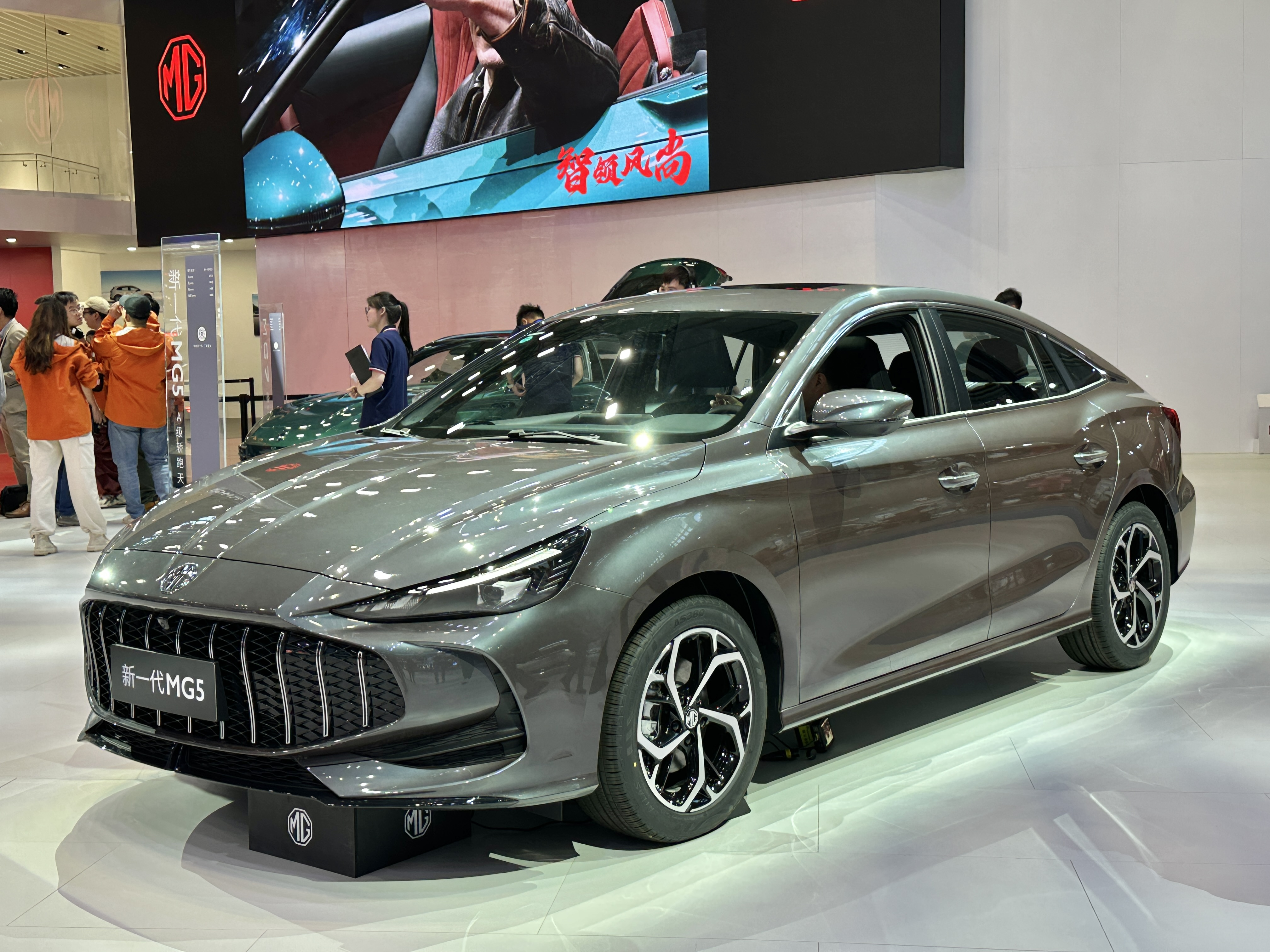
MG 5 (з 2024)

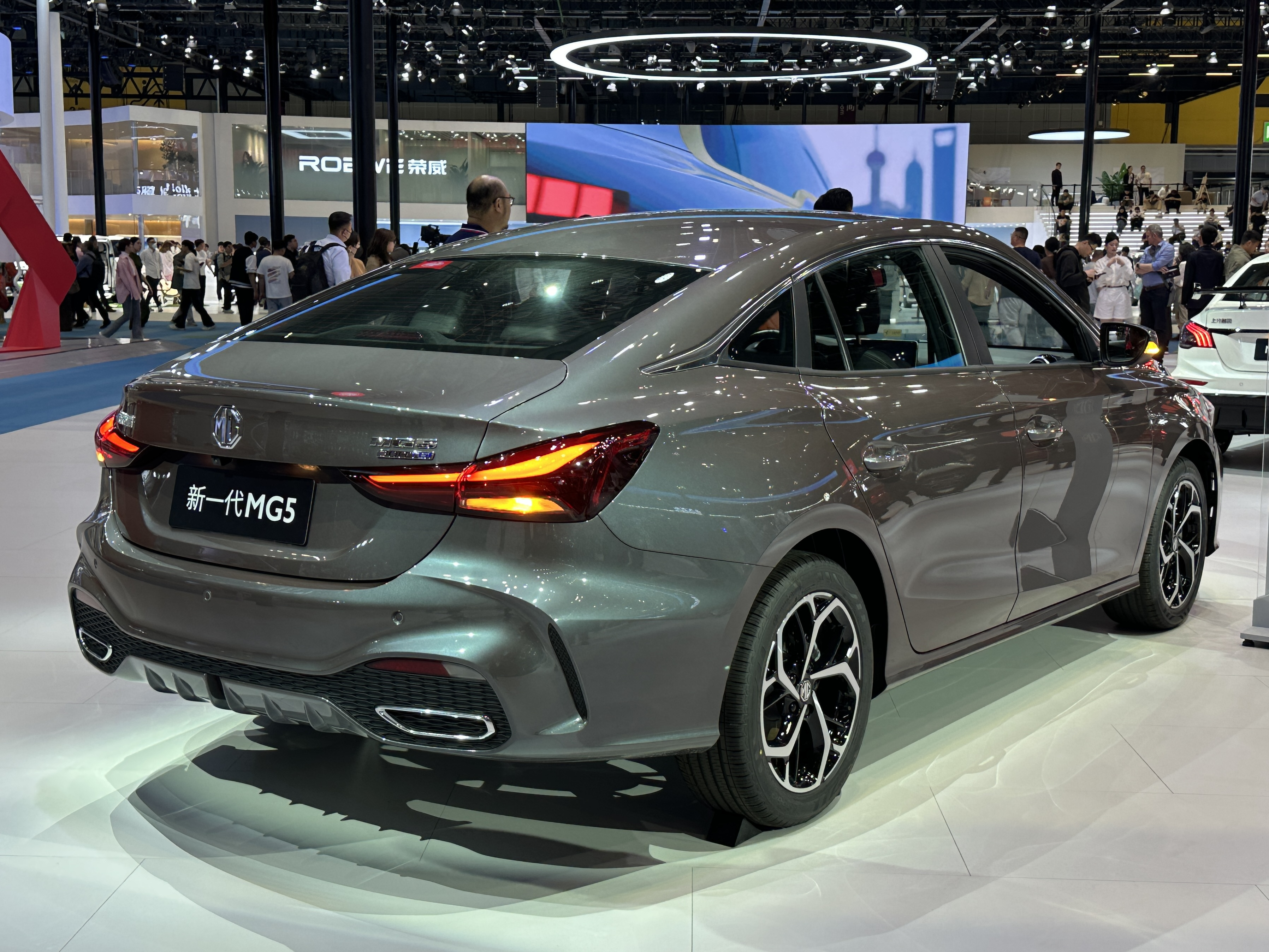

Оновлений MG5 був представлений 14 серпня 2024 року. Зміни включають дизайн передньої частини, оновлений новими фарами та розміщенням значка MG над решіткою радіатора, дизайн задньої частини, оновлений задніми ліхтарями та дизайном заднього бампера, а також оновлений інтер'єр з новим цифровим кокпітом та меншою кількістю кнопок на центральній консолі.